# Pathalia albidisca
Pathalia albidisca är en fjärilsart som beskrevs av Moore 1884. Pathalia albidisca ingår i släktet Pathalia och familjen juvelvingar. Inga underarter finns listade i Catalogue of Life.